# Heilig Hartkerk (Vilnius)
De Kerk van het Heilig Hart van Jezus (Litouws: Švč. Jėzaus Širdies bažnyčia) is een voormalige kloosterkerk van de Visitandinnen in Vilnius, Litouwen. De kloosterzusters lieten hun klooster en kerk in de stijl van de late barok van 1717 tot 1756 bouwen.

## Geschiedenis

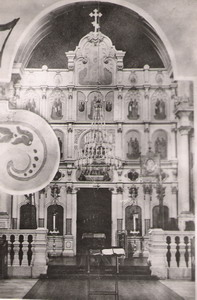
De iconostase van de gewezen orthodoxe kerk van het Maria Magdalenaklooster (1915)

De orde vestigde zich in 1694 in de stad, toen Vilnius nog Wilno heette en een Poolse stad was. De gebouwen werd onder de protectie van koning August II in de eerste helft van de 18e eeuw gebouwd. In 1772 werd het klooster bevolkt door een twintigtal zusters. De kerk is de eerste kerk van Polen en Litouwen die gewijd werd aan het Heilig Hart van Jezus.
Zoals veel andere kloosters en kerken in Vilnius werd het klooster na de mislukte opstanden tegen Rusland in 1863 door de tsaristische autoriteiten gesloten. Het klooster en de kerk werden twee jaar later aan de Russisch-Orthodoxe Kerk overgedragen, die het complex veranderde in het door orthodoxe nonnen bewoonde Maria Magdalenaklooster. De kerk werd heringericht om het geschikt te maken aan de liturgische eisen van de orthodoxie.
De Orde van Maria Visitatie keerde in 1919 na het herstel van de Poolse onafhankelijkheid terug in Vilnius en de zusters restaureerden zowel de kerk als het klooster.
De communistische autoriteiten van het Litouwen van na de oorlog verjoegen de zusters in 1948 opnieuw uit hun gebouwen en herbestemden het tot gevangenis. Het interieur van de kerk werd volledig vernield en na de sluiting van de gevangenis werd het voormalige kerkgebouw slachtoffer van diefstal en vandalisme.
De gebouwen, nog altijd in slechte staat, werden in 2007 teruggegeven aan het aartsbisdom Vilnius.